# Зубайр (месторождение)
Зубайр, Эз-Зубайр (англ. Zubair) — одно из наиболее крупных нефтяных месторождений в Ираке (Нефтегазоносный бассейн Персидского залива), расположенное в 20 километрах юго-западнее города Басра и в 17 километрах юго-западнее месторождения Нахр-Умер. Открыто в 1949 году, однако добыча нефти ведётся с 1967 года.
Начальные запасы нефти оценивается в 1020 млн т., а газа — в 140 млрд м3 Плотность нефти 845 кг/м3, вязкость 4,0 СПз, содержание серы 1,9%. Нефть добывается из нижнемеловых песков и песчаников свиты зубайр на глубине от 3000 м и в меньшем количестве из верхнемеловых известняков свиты мишриф на глубине 2280 м. Годовая добыча нефти составляет около 15 млн. т.
Mесторождениение разрабатывается компанией Iraq National Oil Company.